# Alexandra Leitão
Alexandra Ludomila Ribeiro Fernandes Leitão (Lisboa, Alvalade, 8 de abril de 1973) é uma jurista e professora de Direito portuguesa. Atualmente, desempenha as funções de membro do secretariado nacional do partido socialista e é deputada à Assembleia da República, tendo sido eleita líder parlamentar. Foi Ministra da Modernização do Estado e da Administração Pública e Secretária de Estado Adjunta e da Educação.

## Biografia
Secretária de Estado Adjunta e da Educação no XXI Governo Constitucional (2015-2019) e Ministra da Modernização do Estado e da Administração Pública no XXII Governo Constitucional (2019-2022).
Licenciou-se em Direito pela Faculdade de Direito da Universidade de Lisboa em 1995, tendo concluído o Mestrado em Ciências Jurídico-Políticas pela mesma Faculdade em 2001, e o Doutoramento em 2011. Desempenhou funções de Assistente na Faculdade de Direito da Universidade de Lisboa entre 1996 e 2011, e como Professora Auxiliar desde 2011.
Filiou-se no Partido Socialista em 1995, tendo desde 1991 militado na Juventude Socialista.
Entre 1997 e 1999 foi adjunta de Gabinete do Secretário de Estado da Presidência do Conselho de Ministros do XIII Governo Constitucional de Portugal. Desempenhou funções de consultora do Centro Jurídico da Presidência do Conselho de Ministros (CEJUR) entre 1999 e 2009, funções que retomou em 2011, tornando-se Diretora-Adjunta do CEJUR entre 2009 e 2011. Foi ainda vogal do Conselho Consultivo da Procuradoria-Geral da República entre 2011 e 2015.
A 29 de março de 2022 tomou posse como deputada à Assembleia da República, eleita pelo círculo eleitoral de Santarém. Assumiu a presidência na Comissão Parlamentar de Transparência e Estatuto dos Deputados, na Legislatura XV. 
Em abril de 2022, passou a integrar o painel de comentadores de O Princípio da Incerteza, na CNN Portugal, em substituição de Ana Catarina Mendes, que passou a desempenhar o cargo de Ministra Adjunta e dos Assuntos Parlamentares
Em junho de 2024 afirmou que é uma das mulheres portuguesas com condições para um dia ser primeira-ministra.
Em janeiro de 2025 foi anunciada como a candidata do Partido Socialista à Câmara Municipal de Lisboa nas eleições autárquicas desse ano, iniciando conversas com o Bloco de Esquerda e com o Livre para a criação de uma coligação que permitisse derrotar Carlos Moedas.